# Synthemis evelynae
Synthemis evelynae är en trollsländeart som beskrevs av Maurits Anne Lieftinck 1953. Synthemis evelynae ingår i släktet Synthemis och familjen skimmertrollsländor. IUCN kategoriserar arten globalt som otillräckligt studerad. Inga underarter finns listade i Catalogue of Life.